# Улица Кольцова (Рязань)
У́лица Кольцо́ва — улица в историческом центре города Рязань. Она начинается от пересечения с улицей Сенной и заканчивается на пересечении с улицей Соборной.

## Этимология

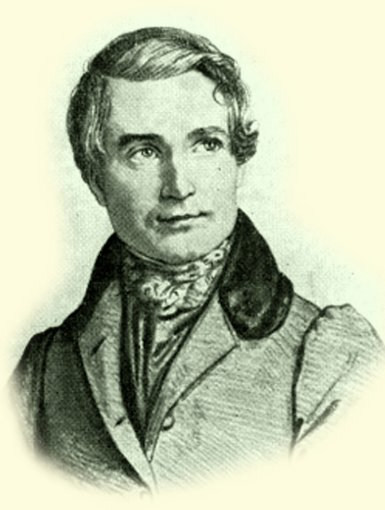
Портрет Алексея Кольцова.

До революции улица Кольцова называлась Горшечной. Это название связано со специализацией местных жителей, улица славилась своими гончарами. Нынешние название улицы связано с именем известного русского поэта Алексея Васильевича Кольцова.

## История
Улица возникла в XVIII веке, после принятия в 1780 году Екатериной Великой регулярного плана застройки Рязани. В то время улица Горшечная отходила от главной городской площади — Хлебной (ныне — Ленина) и являлась частью архитектурного «веера». Сразу же после основания улицы поступил приказ от городской Думы: «…никаких деревянных построек не возводить; кровли на домах и надворных постройках крыть железом». В XIX веке Гончарная стала купеческой торговой улицей из-за строительства тут Хлебных (Торговых) рядов, состоявших из 6 корпусов, но до наших дней дошло только два. Вся улица была застроена до революции в стиле классицизм. В 1928 году 8 августа улицу Гончарную переименовали в честь поэта Кольцова.

## Примечательные здания и сооружения
По нечетной стороне:
Дом № 1. Корпус Торговых или Гостиных рядов. Это здание занимает всю нечётную сторону. Деревянные ряды были построены в 1784 году по проекту архитектора Ивана Сулакадзеве. Но в 1794 году они сгорели и Сулакадзеве теперь строит торговые корпуса в стиле классицизм с некоторыми элементами русского зодчества. Торговые ряды восхищают своими стилизованными башенками и полу колоннами.
По четной стороне:
Дом № 52. Это 4-этажное здание было построено в XIX веке в стиле классицизм, но с двумя этажами, а верхние два надстроили в XXI веке. В этом здании находится легендарная для всех рязанцев кофейня.

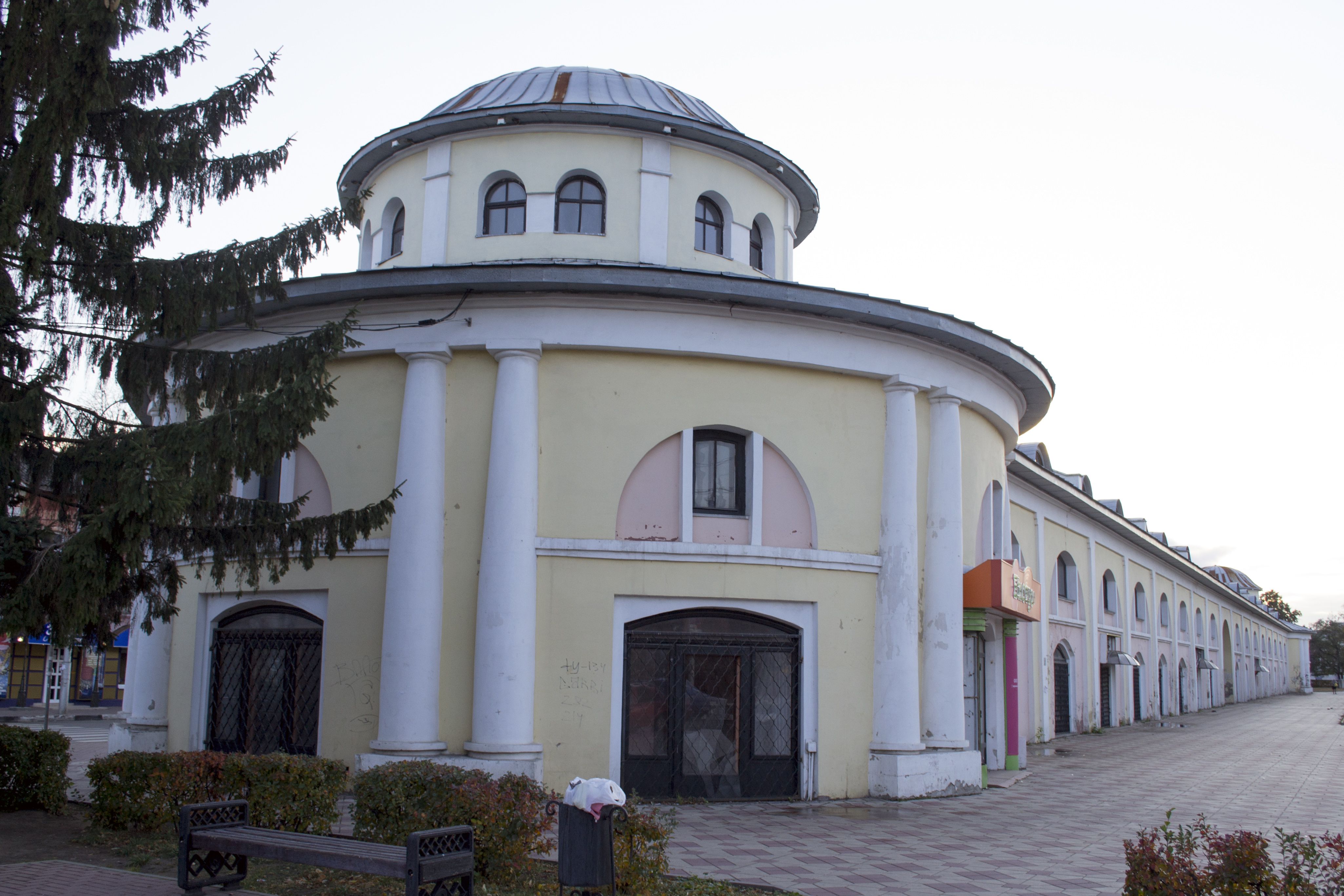
Торговые ряды справа

Дом № 2. Это прекрасное здание XIX века выполнено в стиле классицизм и привлекает своим скульптурами детей.